# 韋恩鎮區 (密蘇里州布坎南縣)
韋恩鎮區（英語：Wayne Township）是位於美國密蘇里州布坎南縣的一個行政鎮區。

## 地方資料
韋恩鎮區的面積為87.94平方千米，當中陸地面積為86.28平方千米，而水域面積為1.68平方千米。根據2020年美國人口普查的數據，當地共有人口938人，而人口密度為每平方千米10.67人。